# موسی درودی
موسی درودی سیاست‌مدار ایرانی بود، که در دوره بیست و چهارم مجلس شورای ملی به عنوان نماینده قزوین از استان قزوین در مجلس شورای ملی حضور داشت.